# Choreutis dryodora
Choreutis dryodora là một loài bướm đêm thuộc họ Choreutidae. Loài này có ở Mozambique.